# キズ (バンド)
キズは、日本のヴィジュアル系ロックバンド。
Vo.&Gt. 来夢(ライム)、Gt.reiki、Ba.ユエ、Dr.きょうのすけ の4人組。2017年始動。

## メンバー

### 来夢(ライム)
- Vocal、Guitar
- 11月19日生まれ、B型。
- 宮崎県出身
- 全ての楽曲の作詞・作曲を手掛ける。
- 幼少期にピアノの英才教育を受け、自身のベースとする音楽としてクラシック音楽を挙げている。キズの楽曲にもクラシック要素が散りばめられている楽曲が多く存在する[1]。
- 学生時代あまりにもやんちゃだったことから海外留学に行かされていた。その影響もあり現在も頻繁に海外へ行くことがある[1]。
- キズオフィシャルYouTubeにて発信されている「一撃」では、名だたるボーカリストと共演。その歌唱力の高さと豪華な出演者で話題を呼び、シーンの盛り上げに貢献している[2]。

### reiki
- Guitar
- 1月14日生まれ、B型。
- 新潟県出身

### ユエ
- Bass
- 1月25日生まれ、B型。
- 2025年8月、日本マクドナルドのCMに出演[3]。

### きょうのすけ
- Drums
- 1月20日生まれ、B型。
- 東京都出身

## 概要
2017年
- 新バンド「キズ」の名義で「アナタノ傷キカセテクダサイ」という文言と電話番号が書かれた謎のフライヤーを突如解禁。メンバー等の情報は一切明かされないまま、一般からの電話相談を受付ける企画が行われた[4]。メンバーについて様々な憶測が飛び交う中、翌月にはアーティスト写真・メンバーを解禁、4月18日に新宿ReNY＜MIND V主催 『V霊 -ブイダマ- vol.1』＞にて初ライブを行った。
- 池袋EDGEにて<1st ONEMAN「失敗」>を開催。始動からわずか4ヶ月でe+プレオーダー1,300枚エントリー、1秒で完全SOLD OUTとなった[5]。
- 10～11月にかけて、初主催TOUR「共喰イ」を開催。新人バンドとしては異例のチケット売れ数で、新宿BLAZE、江坂MUSE、岡山IMAGE、仙台マカナ公演がSOLD OUT[6]。

2018年
- 1月にTSUTAYA O-WESTにて行われた＜2nd ONEMAN「裏切リ」＞ではe+プレオーダー2,000以上という驚愕的なエントリー数を叩き出し、僅か1秒で二階席解放完全SOLD OUT[7]、さらに5月の恵比寿LIQUIDROOM＜3rd ONEMAN「怨ミ晴ラサズオクベキカ」＞でも同様に1秒でチケットがSOLD OUT、始動僅か1年のバンドとしては近年異例の快挙として世間を賑わせた[8]。
- 9月24日、ZeppTOKYOで自身最大キャパとなるワンマンライブ＜4th ONEMAN「さよなら」＞を敢行。

2019年
- 1月、クロフクゲンテイ単独公演「0」を東京キネマ倶楽部にて敢行。チケットは即日完売[9]。
- 初のホールワンマンツアー「天罰」X「天誅」では、3月の「天罰」大阪・松下IMPホールをSOLD OUT。4月の「天誅」東京・国際フォーラムCも大盛況のうちに幕を閉じた。また、「平成」の名曲をオリジナルカバーした、一夜限りのイベント＜キズPremium Recital『平成ヒットパレード』＞をMt.RAINIER HALL SHIBUYA PLEASURE PLEASUREにて開催。一部機材席が解放された上で即日完売、追加公演も開催となった[10]。
- 『世界線ー平成三十一年八月二十二日ー』TSUTAYA O-WEST・duo MUSIC EXCHANGE二会場同時刻開催ライブでは、Vo.来夢と、Gt.reiki・Ba.ユエ・Dr.きょうのすけが二会場に分かれてライブを行う前代未聞のイベントとなった。さらに終演後、TSUTAYA O-EASTにて「世界線ー令和元年八月二十二日ー」が開催されることが発表。突然の告知に驚くオーディエンスでごった返し、会場付近は一時騒然となった[11]。
- 11～12月にかけて＜消滅＞と題したワンマンツアーをキズ史上最多の12箇所で敢行。

2020年
- 1月にONEMAN TOUR「切望」を 福島・広島・長崎の3か所にて開催したのち、2月11日にONEMAN TOUR「消滅」FINAL公演を東京 EX THEATER ROPPONGIにて敢行。
- 5月より全国ツアーを予定していたが新型コロナウイルスの影響で中止が決定。『全国ツアー中止を発表した「キズ」から退屈なお前たちへ　ーFUCK THE COVID-19ー』というメッセージと共に5月31日、自身のYouTubeチャンネルにて＜AUDIO LIVESTREAM「走馬灯」＞を配信した[12]。

2021年
- 結成四周年企画として、YouTubeでの動画企画「一撃」を配信。2022年までの間に"3rd season"まで公開されており、ゲストボーカリストには、逹瑯（MUCC）、NOBUYA（ROTTENGRAFFTY）、大森靖子、SHINなどの実力派ボーカリストが多数出演し、人気コンテンツとなっている。

2022年
- 1月8日 LINE CUBE SHIBUYA（渋谷公会堂）にて単独公演『VISUAL』を敢行、5月14日には日本青年館ホールにて単独公演『天獄』敢行しどちらもSOLDOUT公演となる。
- 同年10月9日には日比谷野外大音楽堂にて初の野外単独公演『そらのないひと』を開催し、公演終了後に来年2023年3月26日にNHKホールにて単独公演『残党』を行うことを発表した。

2023年
- 3月26日　NHKホールにて“キズ単独公演「残党」”を開催[13]。
- 7月17日　日本青年館ホールにて”キズ単独公演「君の涙で遊んでいたい」”を開催。
- 8月26日　豊洲PITにて”キズ 単独公演「傷」”を開催。

2024年
- ”キズ ASIA TOUR Bee-autiful World”を（1月8日東京、上海1月19日、台北1月21日）開催。

- 6月1日　国立代々木競技場第二体育館にて”キズ 単独公演「星を踠く天邪鬼」”を開催。2025年1月6日に初の日本武道館にてライブを行うことを発表した。

## ディスコグラフィ

### シングル
|      | 発売日         | タイトル                   | 収録曲 | 備考                                                  |
| ---- | -------------- | -------------------------- | --- | ----------------------------------------------------- |
| 1st  | 2017年5月17日  | おしまい                   | - 【TYPE A】 1.おしまい / 2.ヒトミドリ / 3.天誅 - 【TYPE B】 1.おしまい / 2.ヒトミドリ / 3.へのへのもへじ | SOLD OUT                                              |
| 2nd  | 2017年10月10日 | 蛙-Kawazu-                 | - 【TYPE A】 1.蛙-Kawazu- / 2.ラブソング / 3.ELISE - 【TYPE B】 1.蛙-Kawazu- / 2.ラブソング / 3.十五 |                                                       |
| 3rd  | 2018年3月13日  | 傷痕                       | - 【TYPE A】 1.傷痕 / 2.怨ミ節 / 3.十九 - 【TYPE B】 1.傷痕 / 2.怨ミ節 / 3.EMIL |                                                       |
| 4th  | 2018年7月31日  | ステロイド                 | - 【TYPE A】 1.ステロイド / 2.豚 / 3.中庭 - 【TYPE B】 1.ステロイド / 2.豚 / 3.美しき日々 |                                                       |
| 5th  | 2018年12月11日 | 0                          | 1.0 / 2.悪い夢 | 悪い夢（映画『メサイア ー幻夜乃刻ー』オープニング曲） |
| 6th  | 2019年3月19日  | 平成                       | - 【TYPE A】 1.平成 / 2.東京 / 3.ストーカー - 【TYPE B】 1.平成 / 2.東京 / 3.夢 | スペーシャル・オーディオ・ミキシング                  |
| 7th  | 2019年7月2日   | ヒューマンエラー           | - 【TYPE A】 1.ヒューマンエラー / 2.十七 / 3.繭 - 【TYPE B】 1.ヒューマンエラー / 2.十七 / 3.僕を残して死んでくロックンロール |                                                       |
| 8th  | 2020年10月29日 | 黒い雨                     | - 【初回盤】 [CD] 1. 黒い雨 / 2. BLACK RAIN / 3. 銃声 [DVD]・黒い雨 -Music Clip-・キズ ホールワンマンツアー「天罰」X「天誅」2019.4.7 「天誅」 東京・国際フォーラム ホールC 1. ストーカー / 2. 豚 / 3. 平成 / 4. 0 / 5. 東京 - 【通常盤】 1. 黒い雨 / 2. 息のできる死骸      |                                                       |
| 9th  | 2020年4月28日  | 地獄                       | - 【TYPE A】 [CD] 1. 地獄 / 2. 弱者の行進 / 3. 15.2 [DVD] キズ ONEMAN TOUR「消滅」FINAL 2020.2.11 EX THEATER ROPPONGI 1. 十五 / 2. 銃声 / 3. 黒い雨 - 【TYPE B】 1. 地獄 / 2. Mr. BiG MONSTER / 3. 15.2                                                                     |                                                       |
| 10th | 2021年12月08日 | ストロベリー・ブルー       | - 【TYPE A】 [CD] 1. ストロベリー・ブルー / 2. 罪 / 3. レモンティー - 【TYPE B】 [CD] 1. ストロベリー・ブルー / 2. アナグラ / 3. レモンティー |                                                       |
| 11th | 2022年8月31日  | リトルガールは病んでいる。 | - 【TYPE A】 [CD]1. リトルガールは病んでいる。 / 2. 日向住吉 [DVD] キズ 単独公演「天獄」 2022.5.14 日本青年館ホール 1. 地獄 / 2. ストロベリー・ブルー / 3. 鳩 / 4. ラブソング / 5. レモンティー - 【TYPE B】 [CD]1. リトルガールは病んでいる。 / 2. 日向住吉 / 3. 症状その⑵ |                                                       |
| 12th | 2023年3月22日  | 雨男                       | [CD]1. 雨男 |                                                       |
| 13th | 2023年12月13日 | Bee-autiful days           | [CD]1. Bee-autiful days | LIVE DVD『キズ 単独公演「傷」2023.8.26 豊洲PIT』収録  |